# Валиев, Айрат Расимович
Айрат Расимович Валиев (тат. Айрат Рәсим улы Вәлиев; род. 25 мая 1978, дер. Куюк, Сабинский район, Татарская ССР, СССР) — доктор технических наук, профессор. Ректор Казанского государственного аграрного университета (с 2018 года). Почётный работник агропромышленного комплекса России.

## Биография
Айрат Валиев родился 25 мая 1978 года в деревне Куюк Сабинского района Татарстана. В 1992 году окончил Тимершикскую среднюю школу. После окончания школы в 1992 году поступил в Зеленодольский механический колледж, который окончил в 1996 году по специальности «техник-технолог по холодильно-компрессорным установкам».
В 2001 году окончил Казанскую государственную сельскохозяйственную академию (КГСА) по специальности «механизация сельского хозяйства». В 2001—2004 годы работал инженером-математиком в вычислительном центре сельскохозяйственной академии. В 2005 году заочно окончил КГСА по специальности «экономика и управление аграрным производством».
С 2004 года — старший преподаватель кафедры энергоресурсосбережения, с 2006 года — доцент кафедры организации и технологии обслуживания машин, а с 2011 года заведующий кафедрой эксплуатации машин и оборудования Казанского государственного аграрного университета. В ноябре 2008 года назначен проректором научной и международной деятельности КГАУ.
С июля 2018 года занимал должность временно исполняющего обязанности ректора Казанского государственного аграрного университета. 14 ноября приказом Министерства сельского хозяйства Российской Федерации Айрат Валиев назначен ректором университета.
В 2005 году защитил диссертацию на соискание учёной степени кандидата технических наук по теме: «Обоснование технологического процесса и основных параметров противоэрозионного почвообрабатывающего агрегата». В 2018 году защитил диссертацию на соискание учёной степени доктора технических наук по теме: «Повышение эффективности обработки почвы в условиях Среднего Поволжья путем совершенствования машин с ротационными рабочими органами».
6 марта 2022 года после вторжения России на Украину подписал письмо в поддержу действий президента Владимира Путина.

## Награды
- Почётная грамота Министерства сельского хозяйства и продовольствия РТ (2007)
- Почётная грамота Министерства сельского хозяйства России (2014)

## Книги и публикации
Айрат Валиев автор более 200 научных трудов, в том числе 8 монографий и 55 патентов.
- Некоторые проблемы технического обеспечения АПК и перспективы его развития / Зиганшин Б. Г., Валиев А. Р., Хамидуллин Н. Н. // Вестник Казанского государственного аграрного университета. 2008. Т. 3. № 2 (8). С. 148—152.
- Техническое обеспечение системы земледелия Республики Татарстан: современное состояние и направления развития / Валиев А. Р., Сафин Р. И., Семушкин Н. И., Зиганшин Б. Г. // Вестник Казанского государственного аграрного университета. 2012. Т. 7. № 4 (26). С. 65-70.
- Техническое обеспечение / Валиев А. Р., Тагирзянов Т. Г., Зиганшин Б. Г., Семушкин Н. И., Сафин Р. И. // Система земледелия Республики Татарстан: В 3-х частях. Казань, 2013. С. 153—162.
- Энергосберегающие технологии в АПК / Кашапов И. И., Зиганшин Б. Г., Корсаков Н. А., Валиев А. Р. // В сборнике: АКТУАЛЬНЫЕ ПРОБЛЕМЫ ЭНЕРГЕТИКИ АПК. VI Международная научно-практическая конференция. Под общей редакцией Трушкина В. А., 2015. С. 88-90.
- Совершенствование управления сельскохозяйственной организацией с использованием технологии бенчмаркинга / Клычова Г. С., Зиганшин Б. Г., Валиев А. Р., Закирова А. Р. // Вестник Казанского государственного аграрного университета. 2017. Т. 12. № 2 (44). С. 103—108.
- Рабочий орган культиватора-плоскореза / Булгариев Г. Г., Яруллин Ф. Ф., Валиев А. Р., Мухамадьяров Ф. Ф. // Патент на полезную модель RU 178960 U1, 24.04.2018. Заявка № 2017145173 от 21.12.2017.